# 2014年麦盖提县袭警案
2014年麦盖提县袭警案2014年6月14日发生在新疆喀什麦盖提县一村庄（Qumqusar）（6号村）的袭警事件，前后造成5人死亡，包括两名维吾尔族警察，袭击者被当场击毙。

## 过程
当地公安表示，23岁维吾尔族男子库尔班（Qeyser Qurban）计划袭击公安部门。6月14日被警察逮捕。8名警察押送库尔班回家，搜查有关武器材料证据。6名汉族警察在门外守候，2名维吾尔族警察带他入屋内取证。两名警察在拍摄证物时被库尔班用刀袭击，在门外的警察对试图逃走的库尔班开枪，并误中另一名维吾尔族警员。事件中，两名维吾尔族警员死亡，疑犯也被当场击毙。
当局再对另外4名疑犯发出通缉搜查令，并要求他参与行动。4名疑犯中两人已被击毙，1人被拘留，警方正追捕最后一名疑罪。官方媒体都未有报道事件，但有不同故事的版本在外界流传。